# Graziano Mancinelli
Graziano Mancinelli (Milão, 18 de fevereiro de 1937 - Concesio, 8 de outubro de 1992) foi um ginete e major italiano, especialista em saltos, campeão olímpico. 

## Carreira
Graziano Mancinelli representou seu país nos Jogos Olímpicos de 1964, 1968, 1972, 1976 e 1984, na qual conquistou a medalha de ouro no individual em 1972.